# Chanel Contos
Chanel Contos   (Austràlia) és una estudiant australiana i activista pel consentiment sexual. Contos es va fer coneguda mundialment el 2021, després d'una gran quantitat de respostes a la seva sol·licitud perquè dones joves australianes informessin sobre les seves experiències d'agressió sexual.

## Educació
Contos va créixer primer a Glenorie i després es va traslladar a Vaucluse, un suburbi ric prop de Sydney. Es va graduar a l'escola Kambala de Sydney. En acabat va estudiar a la Universitat de Nova Gal·les del Sud per obtenir una llicenciatura en Comerç/Arts, Sistemes d'Informació i Estudis de Desenvolupament. El 2020 va començar un màster en gènere i educació al University College London.

## Activisme
El febrer de 2021, Contos va iniciar una enquesta a Instagram demanant històries de dones joves australianes que havien estat agredides sexualment. Després d'una gran quantitat de respostes, va iniciar la pàgina web Teach Us Consent, que va acollir una petició en línia per demanar educació sobre el consentiment sexual a les escoles australianes. La petició va generar una forta resposta, amb més de 44.000 signatures en un mes després del seu llançament, juntament amb més de 5.000 històries d'agressions sexuals.
El març de 2021, la unitat de delictes sexuals de la Policia de Nova Gal·les del Sud va col·laborar amb Contos per demanar a les dones joves que havien presentat testimonis d'agressió al web de Contos que també fessin informes informals al departament de policia de NSW. A l'abril de 2021, Contos va proposar que es creés un lloc anònim en línia per permetre a les joves víctimes d'agressions sexuals denunciar les agressions a la policia australiana. El maig de 2021, el primer ministre australià Scott Morrison es va comprometre a reunir-se amb Contos per parlar de l'educació sobre el consentiment sexual.

## Reconeixements
Als premis australians dels drets humans del 2021, Chanel va guanyar la medalla dels drets humans dels joves. Va ser honrada també com una de les 100 dones de la BBC el 2022.